# Willem Hendrik Wachter
Willem Hendrik Wachter ( 1882 - 1946 ) fue un botánico, pteridólogo, y briólogo neerlandés .
- La abreviatura «Wacht.» se emplea para indicar a Willem Hendrik Wachter como autoridad en la descripción y clasificación científica de los vegetales.[1]